# Radiospektroskopia
Radiospektroskopia – dział spektroskopii obejmujący badanie widm rezonansowego pochłaniania i emisji przez substancje promieniowania radiowego, mikrofalowego i submilimetrowego; wykorzystywana m.in. do badań struktury cząstek oraz kryształów.